# Way Too Far
Way Too Far – trzeci singel z dziesiątego albumu zespołu nu metalowego Korn. Utwór zawiera gościnną produkcję dubstepową artystów 12th Planet i Flincha, oraz dodatkową od Downlinka. Premiera singla odbyła się 6 marca 2012 roku.

## Koncept
Jonathan Davis wypowiedział się o utworze: "[Utwór] mówi o byciu człowiekiem i samym sobą... on jest o mnie. Czasami przesadzam z robieniem pewnych rzeczy, są zbyt głupie by tracić na nie czas. [...] Sądzę, że wielu ludzi może się z tym utożsamić".

## Teledysk
Teledysk do "Way Too Far", w przeciwieństwie do pozostałych teledysków singli z albumu The Path of Totality, ma pewien koncept i przedstawia każdego z członków zespołu podczas trasy.